# Honda Aircraft Company
Honda Aircraft Company — подразделение компании Honda, основанное в августе 2006 года для разработки, производства и продажи самолета HondaJet. Штаб-квартира располагается в международном аэропорту Piedmont Triad, Гринсборо, штат Северная Каролина, США. Президент — Митимаса Фудзино.
В декабре 2003 года автомобильная японская компания Honda представила свой первый самолёт, предназначенный для серийного выпуска и серийных продаж. Это первый самолёт в Японии, целиком (включая двигатели) изготовленный одной фирмой без какой-либо правительственной поддержки.
Для самолёта Honda разработала двухконтурный турбореактивный двигатель HF118 и год испытывала его, установив на левом пилоне самолёта Citation Jet.
Honda планирует продавать Hondajet в США как лёгкий, недорогой реактивный самолёт бизнес-класса.